# Kinikinik Lake
Kinikinik Lake är en sjö i Kanada.   Den ligger i provinsen Alberta, i den centrala delen av landet, 2 800 km väster om huvudstaden Ottawa. Kinikinik Lake ligger 610 meter över havet.
Trakten runt Kinikinik Lake består till största delen av jordbruksmark. Trakten runt Kinikinik Lake är nära nog obefolkad, med mindre än två invånare per kvadratkilometer.